# Тулин, Тобиас
Тобиас Тулин (швед. Tobias Thulin; род. 5 июля 1995, Tynnered church parish, Гётеборг-Бохус) — шведский гандболист, вратарь, выступает за клуб «Пик» и сборную Швеции. Чемпион Европы 2022 года, призёр чемпионата Европы 2024 года. Участник летних Олимпийских игр 2024 года.

## Карьера

### Клубная
В 2011 году Тобиас стал выступать в молодёжной команде «Редбергслидс ИК», где позже дебютировал во взрослом составе. В 2017 году получил награду «Årets komet» как лучший шведский молодой игрок, став лучшим вратарём шведской лиги по количеству сейвов и проценту отражённых мячей.
В 2018 году перешёл в немецкую команду Бундеслиги «Магдебург». В этой команде выиграл Лигу Европы ЕГФ в 2021 году. В том 2021 году перешёл в другой немецкий клуб «Штутгарт».
Год спустя Тулин перебрался в датский клуб «ГОГ». С этим клубом выиграл Кубок Дании и чемпионат Дании.
В 2024 году перешёл в венгерскую команду «Пик».

### Международная карьера в сборной
С 2017 года привлекается в состав национальной сборной Швеции.
На чемпионате Европы 2022 года в финале шведы победили испанцев и стали чемпионами Европы. Тулин был в составе этой команды. В 2024 году завоевал бронзовую медаль чемпионата Европы в Германии.
В августе 2024 года был включён в состав Швеции на Олимпийский турнир по гандболу. Сборная Швеции уступила в четвертьфинале сборной Дании 31:32, а игроки команды завершили участие в турнире.